# Rhizaxinella elevata
Rhizaxinella elevata är en svampdjursart som beskrevs av Thiele 1898. Rhizaxinella elevata ingår i släktet Rhizaxinella och familjen Suberitidae.
Artens utbredningsområde är havet kring Japan. Inga underarter finns listade i Catalogue of Life.